# Großhänchen

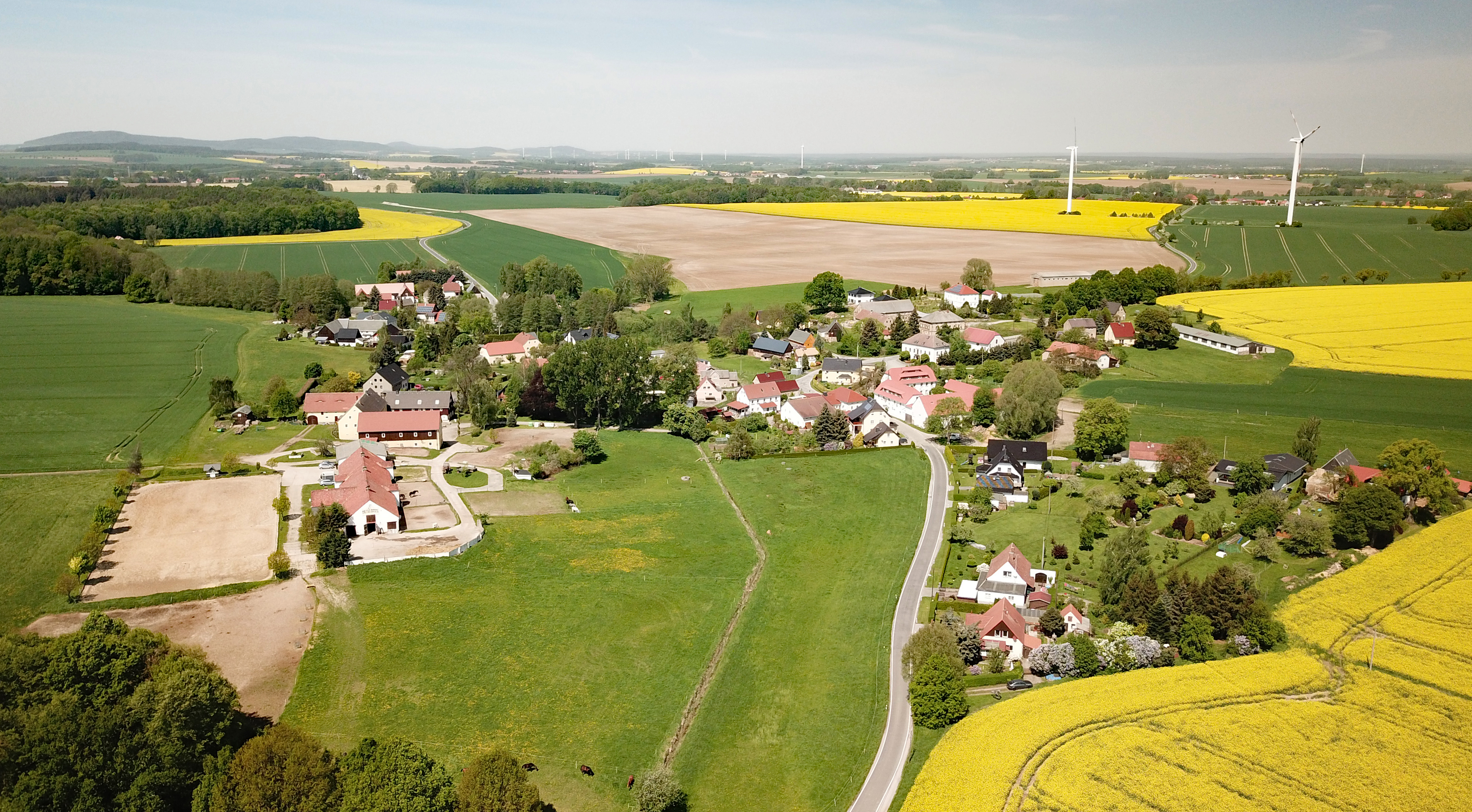
Luftbild

Großhänchen (obersorbisch Wulki Wosyk) ist ein Ort im südlichen Zentrum des Landkreises Bautzen in Ostsachsen und gehört seit 1994 zur Gemeinde Burkau. Der Ort liegt in der Oberlausitz, zählt aber anders als benachbarte Dörfer nicht zum offiziellen Siedlungsgebiet der Sorben.

## Geografie
Das Platzdorf Großhänchen befindet sich etwa 15 Kilometer westlich der Großen Kreisstadt Bautzen an einem kleinen Bach, der im nahe gelegenen Taucherwald entspringt und in nordöstlicher Richtung dem Schwarzwasser zufließt. Die nähere Umgebung ist hügelig und wird intensiv landwirtschaftlich genutzt. Die einzige größere Waldfläche bildet der westlich angrenzende Taucherwald. Der Großhänchener Berg im Nordosten erhebt sich auf 261 m, der Birkenberg im Taucherwald auf 310 m Höhe.
Die Nachbardörfer sind Pannewitz im Norden, Dobranitz im Nordosten, Leutwitz im Südosten, sowie Taschendorf und Uhyst am Taucher hinter dem Taucherwald im Westen. Im Nordwesten, jenseits der Bundesautobahn 4, liegt Kleinhänchen.

## Ortsname
Der Name des Ortes leitet sich vom deutschen Wort „Hag“ oder „Hain“ für einen kleinen Wald ab. Das sorbische wosyk bezeichnet dagegen eine Rodung oder ein genutztes Waldstück. Zur Unterscheidung vom weiter nördlich gelegenen gleichnamigen Dorf wurden die beiden Orte von Beginn an mit den Vorsilben „Groß-“ und „Klein-“ versehen.

## Geschichte

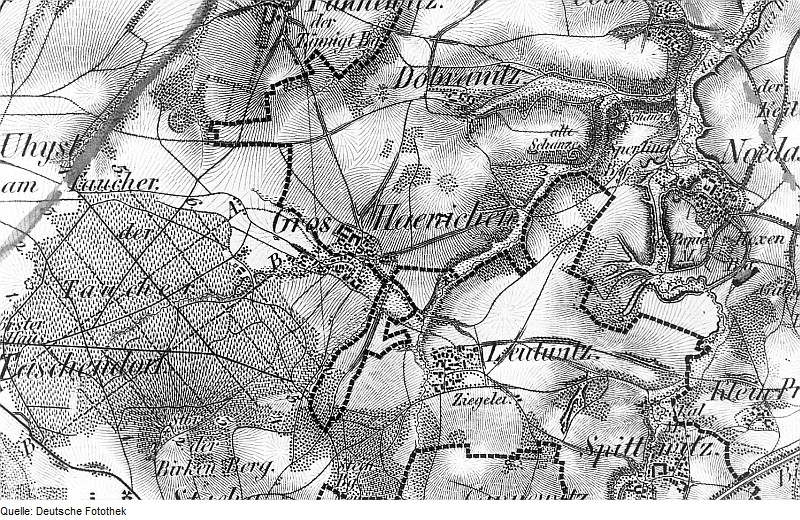
Der Grenzverlauf in und um Großhänchen

Die Siedlung wird erstmals in der zweiten Hälfte des 14. Jahrhunderts als Maior Heynichin oder Henichyn erwähnt. Von 1733 ist die abweichende Form Höngen überliefert. Nordwestlich des heutigen Ortes befindet sich jedoch eine verhältnismäßig kleine Burgwallanlage, die von den Milzenern genutzt wurde, aber vermutlich älter ist. In der Nähe des Ortes wurde 1883 ein Depotfund aus der Frühbronzezeit entdeckt, das sogenannte Depot von Großhänchen.
Vom Beginn seiner überlieferten Geschichte bis 1923 bestand das weniger als 200 Einwohner zählende Großhänchen aus zwei voneinander unabhängigen Landgemeinden, die als „Großhänchen, Meißner Seite“ (nördlicher Teil) und „Großhänchen, Oberlausitzer Seite“ (südlicher Teil) bezeichnet wurden. Der Dorfbach bildete die Grenze. Diese Teilung ging auf die 1006 erfolgte Schenkung des Burgwardes Göda mit den umliegenden Dörfern an das Bistum Meißen zurück. Mit der Säkularisation von dessen Territorien und dem Anschluss an das Kurfürstentum Sachsen verlief zwischen 1559 und 1635 die sächsisch-böhmische Staatsgrenze durch den Ort. Erst im Dreißigjährigen Krieg kam auch der Rest der Oberlausitz zu Sachsen. Die administrative Ortsteilung blieb dennoch noch drei Jahrhunderte lang bestehen.  Am 1. April 1923 wurden die Meißner und die Oberlausitzer Seite vereint, nach der Volkszählung vom 16. Juni 1925 hatte die neue politische Gemeinde in der Amtshauptmannschaft Bautzen 184 Einwohner.
In die nunmehr vereinigte Gemeinde wurde 1936 als Ortsteil Pannewitz eingegliedert. 1973 wurde Großhänchen nach Uhyst eingemeindet, welches wiederum seit der Kreisgebietsreform 1994 zur Gemeinde Burkau zählt.
Zwischen 1984 und 1988 waren im Taucherwald, in der Operationsbasis Bischofswerda etwa einen Kilometer vom Ort entfernt, sowjetische SS-12-Raketen stationiert, die auch nukleare Sprengköpfe tragen konnten. Während dieser vier Jahre war der Taucherwald militärisches Sperrgebiet und die anliegenden Orte wurden intensiv beobachtet.

### Meißner Seite
Das im nördlichen Ortsteil gelegene Gut wird schon 1290 als Herrensitz erwähnt, seit 1560 als Rittergut. Im 16. Jahrhundert liegt die Grundherrschaft beim Rat der Stadt Bischofswerda, im 17. beim Rittergut Pottschapplitz und 1748 beim Gut Pietzschwitz. Landesherrschaftlich wird die Meißner Seite seit 1559 von Stolpen aus verwaltet. 1890 hat die Gemeinde 103, im Jahre 1910 nur noch 92 Einwohner.

### Oberlausitzer Seite
Die südliche Dorfseite gehört grundherrschaftlich vom 16. bis ins 19. Jahrhundert dem Rat der Stadt Bautzen. Damit ist der Ort zwischen den beiden späteren Kreisstädten aufgeteilt. Im Jahr 1777 besitzt auch das Rittergut Bolbritz einen Anteil. 1890 hat die Lausitzer Seite 105, im Jahre 1910 nur noch 95 Einwohner.

## Bevölkerung
Für seine Statistik über die sorbische Bevölkerung in der Oberlausitz ermittelte Arnošt Muka in seinem Heimatdorf in den achtziger Jahren des 19. Jahrhunderts für beide Ortsteile zusammen eine Bevölkerungszahl von 222 Einwohnern; davon waren 182 Sorben (82 %) und 40 Deutsche. Im vergangenen Jahrhundert ist die sorbische Sprache, deren Bautzener Dialekt hier gesprochen wurde, vollkommen aus dem Alltag im Dorf verschwunden. Gegen Ende des 19. Jahrhunderts spielte der am Rand des sorbischen Gebiets gelegene Ort jedoch eine aktive Rolle für das kleine slawische Volk. Ein Beispiel dafür ist neben dem bedeutendsten sorbischen Wissenschaftler Muka auch die Handwerkerfamilie Nyča, die an der Organisation der sorbischen Handwerker der Region Bischofswerda/Kamenz entscheidend beteiligt war.
Großhänchen zählte von Anfang an zur Kirchgemeinde Göda; auch die Reformation änderte daran nichts. Seit 1830 ist der Ort nach Uhyst gepfarrt. Im Jahr 1925 waren von den 184 Einwohnern 180 evangelischer Konfession.

## Infrastruktur
Großhänchen ist über Lokalstraßen mit den Nachbarorten verbunden. Der nächste Autobahnanschluss zur A 4 (Dresden–Görlitz) ist Uhyst am Taucher etwa drei Kilometer westlich.
Der Ort ist Sitz des Reitvereins Taucherwald, der hier eine Reitsportanlage aufgebaut hat. Auf dem Großhänchener Berg befinden sich vier Windkraftanlagen.

## Persönlichkeiten
- Arnošt Muka (Ernst Mucke, 1854–1932), sorbischer Schriftsteller, Volkskundler und Aktivist; geboren in Großhänchen (Hof Dorfstraße 2)